# Enrico Rampinelli
Enrico Rampinelli (San Giovanni Bianco, 4 maggio 1923 – Tegoia, 24 giugno 1944) è stato un militare e partigiano italiano, decorato di medaglia d'oro al valor militare alla memoria nel corso della seconda guerra mondiale.

## Biografia
Nacque a San Giovanni Bianco, provincia di Bergamo, il 4 maggio 1923. Nell'aprile del 1943, mentre lavorava come operaio, fu arruolato come aviere di governo nella Regia Aeronautica al fine di prestare il servizio militare di leva. Dopo essere stato ammesso al corso specialisti, fu destinato al centro d'istruzione di Sesto Calende e, di qui mandato alla scuola aerea di Pisa. Al momento dell'armistizio dell'8 settembre 1943 si trovava ancora nella città toscana e non esitò a darsi alla macchia per sfuggire alla cattura da parte dei tedeschi.
Qualche tempo dopo riuscì ad unirsi ai partigiani ed entrò a far parte del Distaccamento "Gentili e Savoi" della Brigata Garibaldi "Spartaco Lavagnini", impegnata contro i nazifascisti nella provincia di Siena e in quella di Grosseto. Sul finire del giugno del 1944, la sua formazione fu accerchiata dai tedeschi che stavano effettuando un rastrellamento nella zona di Molli e Tegoia (Sovicille). Per dare ai compagni la possibilità di sganciarsi, si piazzò all'unico mitragliatore di cui il gruppo disponeva e tenne a bada i tedeschi sino a quando non finì le munizioni della sua arma. Ferito, non desistette dal combattimento e si buttò contro il nemico, lanciando le poche bombe a mano che gli erano rimaste. Fu abbattuto da una raffica, e per onorarne il coraggio in questo frangente fu decretata la concessione della Medaglia d'oro al valor militare alla memoria.
I giardini pubblici di San Giovanni Bianco sono dedicati alla memoria di Enrico Rampinelli. Un cippo lo ricorda a Sovicille in località Molli

### Fonti
1. 1 2 3  Ufficio Storico dell'Aeronautica Militare 1969, p. 242.
2. 1 2  Combattenti Liberazione.
3. 1 2 3 4 5 6  Valle Brembana News.
4. ↑   Cippo a Rampinelli, su resistenzatoscana.org. URL consultato il 20 novembre 2018.
5. ↑   Enrico Rampinelli, su Quirinale.it. URL consultato il 20 novembre 2018.
6. ↑  Bollettino Ufficiale 1953, disp.3, pag.183.